# Атлета
Атлета, познат и као спортиста, особа је која се такмичи у једном или више спортова и поседује велику физичку снагу, издржљивост и увежбаност. Понекад се реч „атлета“ користи да се посебно искаже на спорт атлетских такмичара, тј. укључује атлетске и маратонске тркаче, али искључује нпр. пливаче, фудбалере или кошаркаше. Међутим, у другим контекстима (углавном у Сједињеним Државама ) користи се за све учеснике атлетике (физичке културе) у било ком спорту. За последњу дефиницију се такође користи реч спортиста или спортиста или спортисткиња. Понекад се користи и трећа дефиниција, значи свако ко је физички спреман, без обзира да ли се такмичи у спорту или не.
Атлете се могу бавити спортом професионално или аматерски. Професионалне атлете више тренирају и имају развијенију мишићну мускулатуру, више кондиције и већу издржљивост.

## Дефиниција
Реч атлета потиче од грчке речи άθλητὴς која означава „особу која се такмичи”. Примарна дефиниција „атлете“ према Вебстеровом Трећем нескраћеном речнику (1960) је „особа која се бави спортом: као (а): она која се бави спортом на терену, а посебно ловом или риболовом“.

## Физиологија
Атлете укључене у изотоничне вежбе имају повећан средњи крајњи дијастолни волумен леве коморе и мања је вероватноћа да ће бити депресивни. Због својих напорних физичких активности, атлете много чешће него општа популација посећују салоне за масажу и плаћају услуге масотерапеута и масера. Спортисти чији спорт захтева издржљивост више него снагу обично имају мањи унос калорија од других спортиста.

### "Атлетски гени"
Док је атлетизам у великој мери под утицајем фактора околине, теоретизира се да генетска експресија може играти и умерену улогу у способностима спортисте. Истражујући ову тврдњу, мета-анализе студија у вези са два специфична гена, геном за ензим који конвертује ангиотензин (АЦЕ) и АЦТН3, закључиле су да одређене варијације у експресији могу имати умерени ефекат на атлетске перформансе; први је чешћи у догађајима заснованим на издржљивости, а други у догађајима заснованим на снази. Препоручене су даље студије о овим и другим генетским полиморфизмима повезаним са атлетским перформансама.